# Eusaproecius punctulatus
Eusaproecius punctulatus är en skalbaggsart som beskrevs av Antoine Boucomont 1928. Eusaproecius punctulatus ingår i släktet Eusaproecius och familjen bladhorningar. Inga underarter finns listade i Catalogue of Life.